# جاكوب بريدا بول
جاكوب بريدا بول (بالنرويجية: Jacob Breda Bull)‏ هو كاتب وكاتب سيناريو ومؤلف نرويجي، ولد في 28 مارس 1853 في Rendalen ‏ في النرويج، وتوفي في 7 يناير 1930 في كوبنهاغن في الدنمارك.

## وصلات خارجية
- جاكوب بريدا بول على موقع IMDb (الإنجليزية)